# Albert sagt… Natur – aber nur!
Albert sagt ... Natur - aber nur! (Albert says... Nature Knows Best), em inglês, (Natureza Sabe Tudo) em português brasileiro, (Natureza Sábia) em português europeu, foi uma série de desenho animado alemã sobre ciências , que foi transmitida com 13 episódios em ZDF, entre 1996 e 1997. A série é baseada nos livros de Frederic Vester, e em primeiro plano foi o ensino da consciência ambiental e ecológica.
Uma série spin-off, chamado Albert auf Entdeckungstour (Albert pergunta o que é a vida?), foi lançado em 2002.

## Conteúdo
O personagem principal Albert é uma criatura mítica que aparentava ser uma combinação de aves e hamster. Apesar de insolente, Albert é caracterizado por ser curioso, bondoso e que se dá bem com todos os animais. Suas aventuras são para explicação da natureza e do meio ambiente. Para este fim, Albert tem a propriedade de aumentar ou de ser capaz de obter plantas e elementos em partes muito pequenas. Para isso, ele não apenas pode apenas voar ou correr, mas também é capaz de mergulhar e nadar.  Além da importância da natureza e do meio ambiente, a série animada também menciona possíveis perigos e problemas ambientais. Em particular, a ameaça representada por humanos ou máquinas é abordada.

## Húngaras
- Albert - Joseph Kerekes

## Outras vozes húngaras
- Sapo – Harmath Imre
- Gaivota – Pusztaszeri Korné
- Lagarta – Csarnóy Zsuzsa
- Minhoca – Galbenisz Tomasz
- Lagarto – Beregi Péter
- Porco-espinho – Pusztaszeri Kornél
- Esquilo – Vándor Éva
- Pega-rabuda – Háda János
- Boa –  Kiss Erika
- Golfinho – Holl Nándor
- Rato – Mics Ildikó
- Javali – Koroknay Géza
- Toupeira –  Görög László
- Morcego – Seszták Szabolcs

## Episódios

### 1° Temporada
| Número (total) | Número (época) | Título                                   | Tema                                                      |
| -------------- | -------------- | ---------------------------------------- | --------------------------------------------------------- |
| 01             | 01             | Água, o Ciclo Interminável               | Ciclo da água                                             |
| 02             | 02             | Água e Clima                             | Efeito estufa                                             |
| 03             | 03             | O Valor de um Pássaro                    | Equilíbrio ecológico                                      |
| 04             | 04             | A Terra Está Viva                        | Agricultura, Micro-organismos                             |
| 05             | 05             | Energia, Há Maneiras Melhores            | Fontes de energia naturais                                |
| 06             | 06             | Uma Árvore é Mais que uma Simples Árvore | Significado e função da floresta para a ecologia da Terra |

### 2° Temporada
| Número (total) | Número (época) | Título                          | Tema                                                          |
| -------------- | -------------- | ------------------------------- | ------------------------------------------------------------- |
| 07             | 01             | O Ar                            | Poluição do ar                                                |
| 08             | 02             | Florestas Equatoriais           | Importância das Florestas tropicais, as alterações climáticas |
| 09             | 03             | Os Oceanos                      | Circulação oceânica                                           |
| 10             | 04             | Alimento para Todas as Estações | Modificação genética                                          |
| 11             | 05             | Produção Industrial             | Confinamento                                                  |
| 12             | 06             | Lixo e Desperdício              | Tecnologias de resíduos, Resíduos sólidos urbanos             |
| 13             | 07             | Som e Barulho                   | Som, Ruído, Barulho                                           |